# Eunicea sparsiflora
Eunicea sparsiflora is een zachte koraalsoort uit de familie Plexauridae. De koraalsoort komt uit het geslacht Eunicea. Eunicea sparsiflora werd in 1916 voor het eerst wetenschappelijk beschreven door Kunze. 